# Tamás Faragó

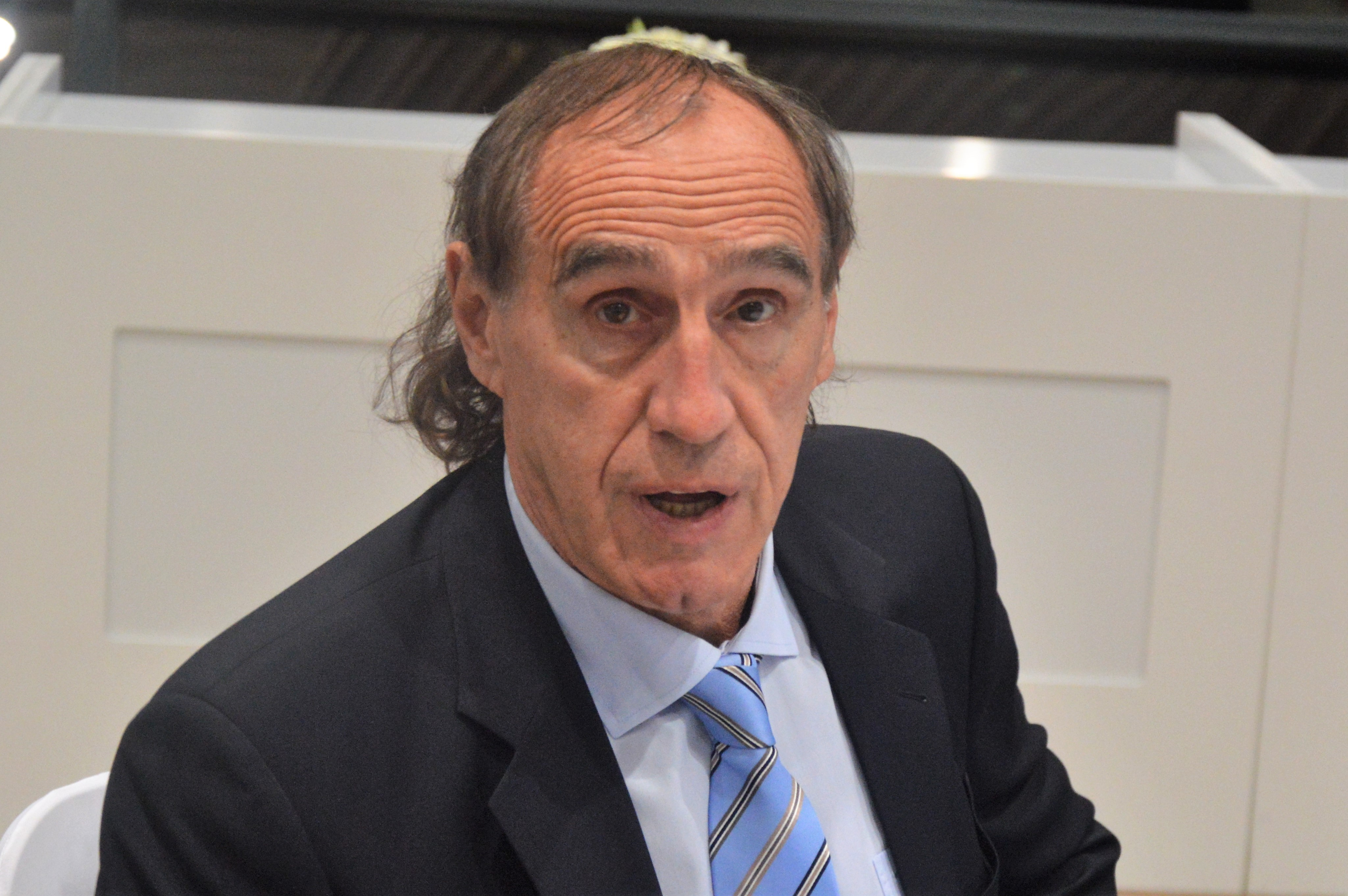
Tamás Faragó, 2014

Tamás Faragó (* 5. August 1952 in Budapest) ist ein ehemaliger Wasserballspieler aus Ungarn, der dreimal in Folge (1972, 1976 und 1980) für sein Geburtsland bei den Olympischen Spielen teilnahm.

## Leben
In seiner Karriere gewann er insgesamt drei olympische Medaillen und wurde zweimal (1974 und 1977) Europameister. Nach seiner aktiven Karriere arbeitete er als Wasserballtrainer, wobei er mehrere Jahre lang die ungarische Wasserballnationalmannschaft der Damen trainierte. Tamás Faragó wurde 1986 in Deutschland zum „Wasserballer des Jahres“ gewählt, als er in der Bundesliga für die Wasserball-Mannschaft Düsseldorfs spielte.